# 인악

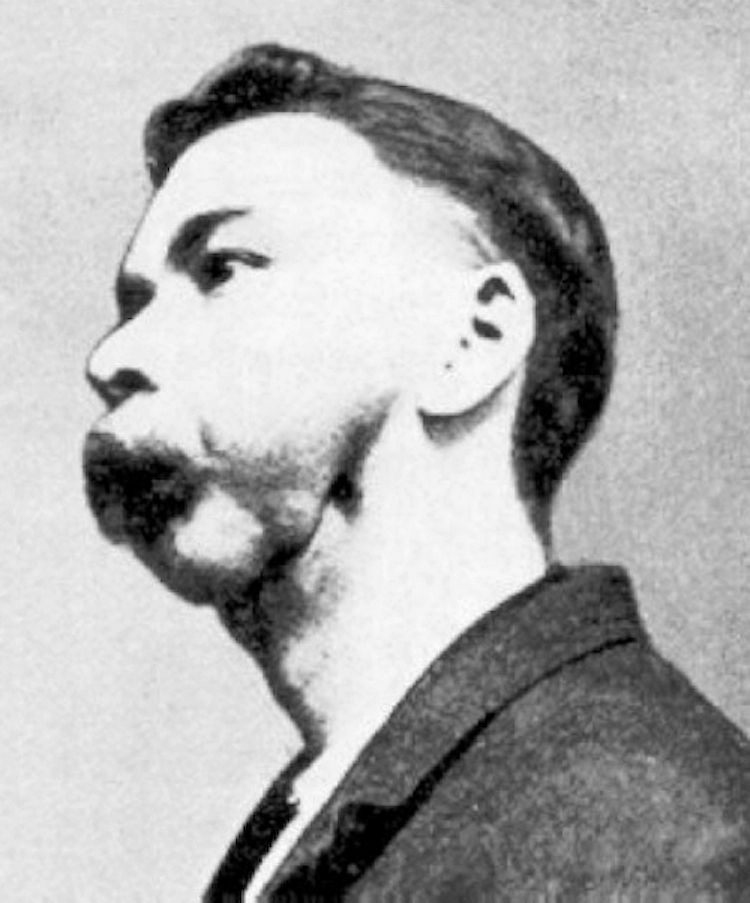

인악(燐顎, 영어: phossy jaw)은 백린을 적절한 안전조치 없이 다루는 노동자들 사이에서 나타난 직업병이었다. 19세기-20세기 초의 성냥 업계에서 가장 빈번하게 발생했다.